# 2007年越南國家主席選舉
2007年越南國家主席選舉在2007年7月24日在越南首都河內舉行。選舉中以98.78%委員的贊成選出阮明哲繼續出任越南國家主席一職。